# 三河大石駅
三河大石駅（みかわおおいしえき）は、かつて愛知県南設楽郡鳳来町副川（開業時は鳳来寺村副川、現・新城市）にあった豊橋鉄道田口線の駅である。

## 歴史
- 1929年（昭和4年）5月22日：鳳来寺口（後の本長篠駅） - 三河海老間の開業に際し、田口鉄道の駅として開業。
- 1956年（昭和31年）10月1日：豊橋鉄道との合併により同社田口線の駅となる。
- 1968年（昭和43年）9月1日：田口線の全廃により廃駅。

## 駅構造
片面ホーム1面1線で列車の行き違いが不可能な駅であった。駅舎は無く待合所のみであった。

## 駅跡の現況
- 駅跡は豊鉄バス田口新城線「鳳来大石」停留所となっている[注釈 1][2]。愛知県道32号長篠東栄線の建設時（建設当時は愛知県道32号鳳来東栄線）に廃線跡を利用してホームの周辺を埋め立てたため、鉄道時代の待合所がそのままバス停の待合所になった。現在の待合所は改築されているが、鉄道時代の面影をよく留めている。
- 大石村の地名および本駅の名の元となった岩が、駅跡の近くにある。

## 隣の駅
豊橋鉄道
田口線
玖老勢駅 - 三河大石駅 - 三河海老駅